# Bimil gibang Angsimjeong
Bimil gibang Angsimjeong (비밀기방 앙심정?, lett. Gibang segreto Angsimjeong) è una serie televisiva sudcoreana trasmessa su E Channel dal 28 ottobre 2010 al 20 gennaio 2011.

## Trama
L'organizzazione Dodici Animali dello Zodiaco controlla Joseon attraverso i funzionari governativi ed è coinvolta in ogni genere di crimine, dalla corruzione agli omicidi. Per fermarla, il re crea la società segreta Angsimjeong, ma i Dodici Animali dello Zodiaco riescono a rubare il trono al sovrano e i membri di Angsimjeong sono costretti a nascondersi in un gibang, dove iniziano a elaborare un piano per vendicarsi. In seguito all'omicidio dei suoi genitori, la nobildonna Min Chung-seol si unisce ad Angsimjeong, dove incontra Kang Ye-rang.

## Personaggi
- Kang Ye-rang, interpretato da Yeo Hyun-soo
- Min Chung-seol, interpretata da Kim Ha-eun
- Yoon Geuk-gum, interpretato da Kwon Hae-hyo
- Kang Seung-won, interpretato da Lee Ki-young
- Moon Ik-gyum, interpretato da Kim Joo-young
Membro dei Dodici Animali dello Zodiaco.
- Kim Cheo-in, interpretato da Lee Ki-yeol
Membro dei Dodici Animali dello Zodiaco.
- Kim Pan-gon, interpretato da Song Yo-sep
Membro dei Dodici Animali dello Zodiaco.
- Lee Ja-chool, interpretata da Jung Eun-pyo
Membro dei Dodici Animali dello Zodiaco.
- Min, interpretato da Kwon Tae-ho
- Myo-hwa, interpretata da Kim So-won
- Doo-ryong, interpretato da Ji Sang-min
- Oh Son, interpretato da Wi Yang-ho
- Gisaeng, interpretata da Cha Chung-hwa
- Hong-dan, interpretata da Hwang Eun-jung
- Park Jung-do, interpretato da Park Woo-chun
- Choi Dong-soon, interpretato da Lee Dong-hoon
- Dol-soe, interpretato da Jung Tong
- Ekku, interpretato da Yoon Bae-young
- Hwang Gyo-wi, interpretato da Park Min-seok
- Min Ki-chul, interpretato da Kim Kyu-chul
- Re, interpretato da Lee Se-chang
- Baek Joong-hak, interpretato da Yoon Seo-hyun
- Lee Myung-hwa, interpretato da Lee Chul-min
- Proprietario del mercato degli schiavi, interpretato da Oh Jung-tae
- Myung-wol, interpretata da Bae Noo-ri

## Riconoscimenti
| Anno | Premio                       | Categoria  | Ricevente  | Risultato       |
| ---- | ---------------------------- | ---------- | ---------- | --------------- |
| 2011 | Cable TV Broadcasting Awards | Star Award | Kim Ha-eun | Vincitore/trice |